# La Tante supposée

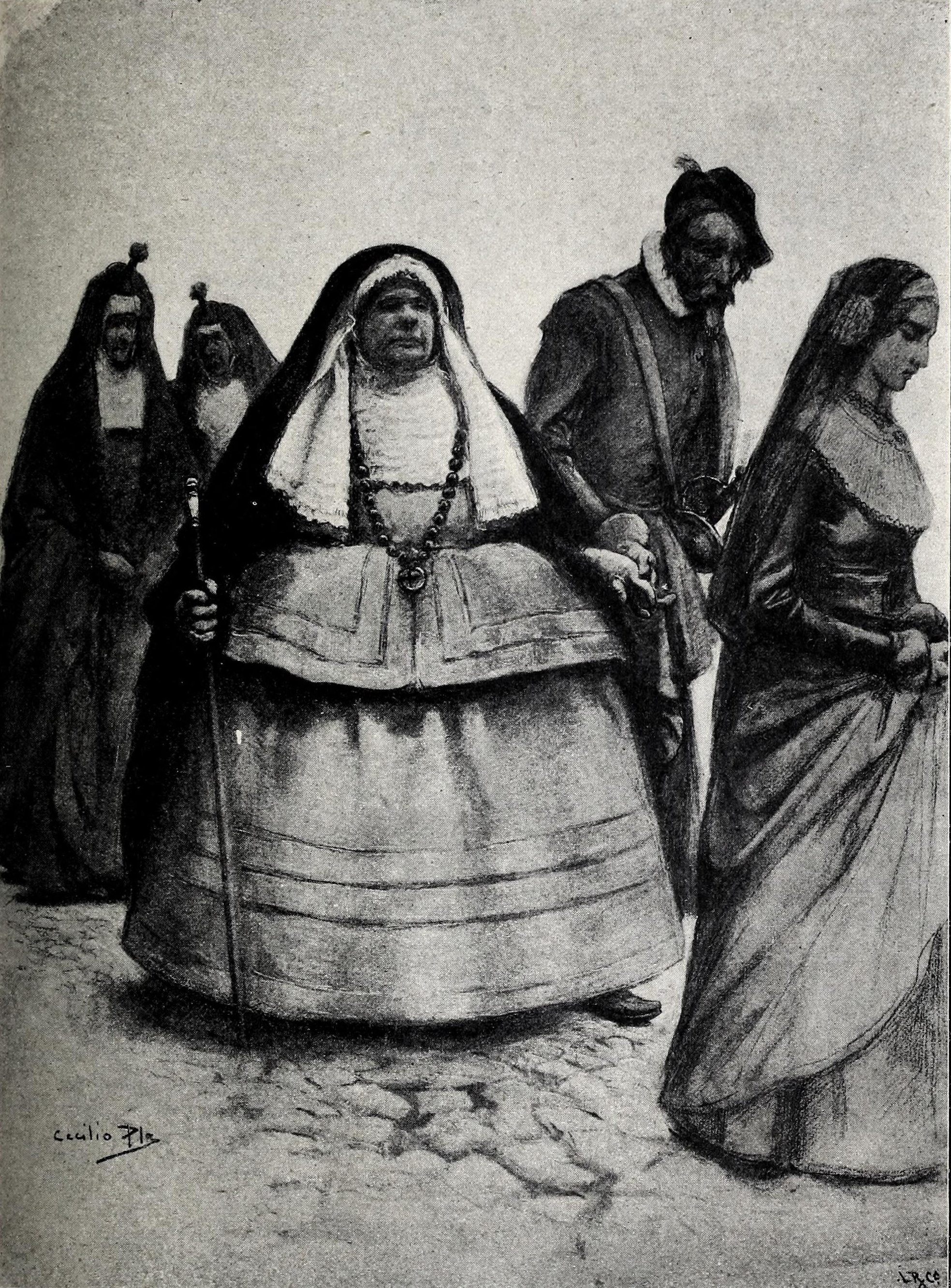
Illustration de Cecilio Plá pour La Tante supposée (1899).

La Tante supposée (La tía fingida), est un court récit de Miguel de Cervantes qui fait partie de ses Nouvelles exemplaires.

## Attribution
Cette nouvelle nous est parvenu travers de deux versions distinctes. La première est issue d'un codex nommé Porras de la Camara, dans lequel elle apparaît aux côtés de deux autres des nouvelles exemplaires : Rinconete et Cortadillo et Le Jaloux d'Estrémadure. 
Lorsqu'en 1788 Isidoro Bosarte (es) découvre les manuscrits de Porras, il se pose la question de l'attribution de ces textes. L'auteur est pour lui Miguel de Cervantes. Il s'appuie pour cela sur la proximité stylistique et thématiques de ce codex avec les autres œuvres de l'écrivain, sur le format identique aux nouvelles exemplaires, sur les deux autres nouvelles découvertes en même temps. Ces arguments ont convaincu des spécialistes de Cervantes comme Agustín García Arrieta (es), Navarrete et Bartolomé José Gallardo qu'elle est de la main de celui-ci.
Cependant, cette hypothèse a ses détracteurs. Andrés Bello, Manuel Criado de Val (es), Foulché-Delbosc, Juan Bautista Avalle-Arce (es) nient la parenté de Miguel de Cervantes sur ce texte.
La nouvelle est généralement incluse à la fin de toutes les éditions critiques des Nouvelles exemplaires.